# Drusilla
『Drusilla』（ドゥルーシラ）は、アメリカ合衆国で発売されたコミック。
アメリカのテレビドラマ『エンジェル』のコミック版で、発行はIDW Publishing。2部に分かれ、2009年8月と9月に発売された。

## 概要
コミック版『エンジェル』の第24作と第25作。アメリカのテレビドラマ『バフィー 〜恋する十字架〜』の第5シーズン中盤のエピソード『衝突』で姿を消したドゥルーシラのその後の生活が描かれている。

## 作者
- 原案：ジュリエット・ランドー[1]
- スクリプト：ジュリエット・ランドー＆ブライアン・リンチ
- 作画：フランコ・ウル

## 内容

### Part1
スパイクとの恋に破れたドゥルーシラは、駆けつけた警察官から数発の銃弾を受ける。治療のため病院に収容されていた彼女は、次第にバンパイアの本性を現し始め、病院のスタッフや患者たちを襲い始める。

### Part2
殺戮に飽きた彼女は、筆記用具を見つけ、無心に絵を描き始める。騒動が終焉したことを知ったグレイは、ドゥルーシラの様子を見て、彼女が描いているのは過去と未来の出来事であることを知る。

## 登場人物
ドゥルーシラ
バンパイア。
グレイ
医師。
ダーラ
バンパイア。回想シーンで登場。